# وراثت (فیلم ۲۰۰۸)
«وراثت» (انگلیسی: Bloodline) فیلمی در ژانر مستند است که در سال ۲۰۰۸ منتشر شد.
کارگران این فیلم Bruce Burgess است.